# Косминіно (селище)
Косминіно (рос. Космынино) — селище в Нерехтському районі Костромської області Російської Федерації.
Населення становить 1828 осіб. Входить до складу муніципального утворення Воскресенське сільське поселення.

## Історія
У 1936-1944 роках населений пункт належав до Ярославської області. Від 1944 року належить до Костромської області.
Від 2007 року входить до складу муніципального утворення Воскресенське сільське поселення.

## Населення
| 2002 | 2008  | 2010  | 2014  |
| ---- | ----- | ----- | ----- |
| 1714 | ↗1965 | ↘1532 | ↗1828 |